# David Beckham
Sir David Robert Joseph Beckham, (London, 1975. május 2. –) válogatott angol labdarúgó. Posztját tekintve középpályás. 2003-tól az OBE kitüntetés birtokosa, majd 2025-ben lovaggá ütötték. A Pelé által 2004-ben összeállított FIFA 100-nak, és 2004-ben a Time magazin Time 100-nak is a tagja. Az első angol labdarúgó, aki négy különböző országban is bajnok lett. 2018-ban megkapta az UEFA elnökének díját.
David Beckham a legismertebb angol játékos, az egyik legismertebb európai sztárlabdarúgó és médiasztár. Századik válogatottságát az angol nemzeti színekben a franciák ellen ünnepelte 2008 márciusában. A FIFA által rendezett világ legjobb labdarúgója szavazáson kétszer is dobogós helyen végzett. 2004-ben a világ legjobban fizetett labdarúgója volt. A Google keresőjében az ő nevére kerestek rá a legtöbbször sport témakörben 2003-ban és 2004-ben egyaránt. A válogatott kapitánya volt 2000. november 15-étől 2006. július 2-áig, 58 mérkőzésen szerepelt a válogatottban mint csapatkapitány. A Manchester United csapatkapitányi karszalagját először (ideiglenesen) 2000. október 21-én húzhatta magára egy Leeds United elleni angol bajnokin. A Manchester United csapatkapitánya Roy Keane volt és Beckham a helyére csereként érkezett sérülése után. Beállása után szabadrúgásból gólt is szerzett, a mérkőzést 3–0-ra a United nyerte.
Beckham karrierje a Manchester Unitednél kezdődött. A felnőtt csapatban 1992-ben debütált mindössze 17 évesen. A Manchester Unitednél eltöltött ideje alatt a United hatszor nyerte meg a Premier League-et, kétszer az FA-kupát és egyszer az UEFA Bajnokok Ligáját, 1999-ben. Ebben az évben mindhárom fontos trófeát begyűjtötték, azaz tripláztak, első angol csapatként A Manchester Unitedet 2003-ban hagyta el, hogy pályafutását a Real Madrid gárdájában folytathassa. A Madridban eltöltött négy szezonja alatt Beckham lett az első brit labdarúgó, aki elérte a 100 Bajnokok Ligája szereplést. Utolsó madridi szezonjában 2007. június 17-én a Real Madrid megnyerte a 2006–07-es spanyol bajnokságot. Ez az egyetlen, a Madriddal elnyert trófeája. 2007 januárjában bejelentették a Real Madridtól történő eligazolását és 5 évre szóló szerződését a Major League Soccerben szereplő Los Angeles Galaxy csapatával.
Beckham új szerződése 2007. július 1-jén lépett életbe, ezzel ő vált az MLS legjobban fizetett játékosává. Első mérkőzését a Los Angeles Galaxy színeiben 2007. július 21-én játszotta egy Chelsea elleni barátságos mérkőzésen. Első gólját a 2007-es SuperLiga elődöntőjében szerezte. A bajnokságban először 2007. augusztus 15-én lépett pályára, rekord nézőszám előtt. 2009-ben és 2010-ben is szerepelt kölcsönben az AC Milan csapatában az MLS szünete alatt. 2013 januárjában a szezon végig szóló szerződést írt alá a Paris Saint-Germainnel, majd a szezon végén, francia bajnokként, visszavonult.

## Pályafutása klubszinten

### Gyermekkora és korai karrierje
Észak-Londonban, Leytonstone-ban született a Whipps Cross kórházban, Angliában. Apja Alan "Ted" Beckham konyhai alkalmazott és nem utolsósorban Manchester United-rajongó. Anyja Sandra Georgina West, foglalkozása szerint fodrász. Anyai nagyapja zsidó származású, ő félzsidónak tartja magát.
Beckham gyerekkorában sokat focizott a chingfordi Ridgeway Parkban. A Chase Lane Általános Iskolába és a Chingfordi Alapítványi Iskolába járt. Életrajzi könyvében említést tesz arról, hogy gyerekkorában rendszeresen templomba járt a szüleivel és két testvérével, a húgával, Joanne-nal és nővérével, Lynne-nel.
Szülei fanatikus Manchester United-szurkolók voltak, és gyakran elutaztak Manchesterbe, hogy láthassák hazai pályán, az Old Traffordon játszani a Unitedet. A kis David örökölte szülei Manchester United iránti rajongását és a futball iránti szenvedélyét. Imádott focizni, ezért beiratkozott Bobby Charlton egyik manchesteri futballiskolájába, sőt később egy tehetségkutató versenyen elért eredménye miatt részt vehetett az FC Barcelona egyik edzésén is. Gyerekként először az apja által edzett, helyi fiatalokból álló csapatban, a Ridgeway Roversben játszott. Elég közelről szemlélhette a Manchester United 1986-os West Ham United elleni mérkőzését, mivel a Manchester United kabalája volt. A fiatal Beckham próbajátékon vett részt többek között a helyi klubnál, a Leyton Orientnél, valamint Norwich Citynél és tagja volt a Tottenham Hotspur akadémiájának is, sőt az akadémia csapatának színeiben pályára is lépett. Ez volt az első komolyabb csapata. A kétéves, Brimsdon Rovers utánpótláscsapatánál eltöltött időszaka alatt, 1990-ben az év U15-ös játékosának választották. Többek között a Bradenton Preparation Academy tagja is volt, ám végül 14 évesen a Manchester United utánpótláscsapatába került. Tehetségét felismervén, 16 éves korában 1991. július 8-án megkötötte előszerződését a Manchester Uniteddel.

### Manchester United
Tehetséges fiatal csapattársaival karöltve 1992 májusában elhódította az FA utánpótlás kupáját. Gólt is szerzett a döntő második mérkőzésén a Crystal Palace ellen. Első ízben már 1992-ben pályára léphetett a United felnőtt csapatában, csereként a Brighton & Hove Albion elleni Ligakupa-mérkőzésen. Nem sokkal ezután aláírta első profi szerződését is. Az ezt követő évben a Manchester utánpótlás csapata ismét bejutott az FA Youth Cup döntőjébe, ám Beckhamet a soraikban tudva is vereséget szenvedtek a Leeds Unitedtől. Beckham 1994-ben újabb érmet nyert, mikor klubja tartalékcsapatának tagjaként megnyerte az FA tartalékbajnokságát.
Az 1994–95-ös szezont tapasztalatszerzés céljából a Preston North Endnél töltötte. Ezután nem sokkal ünnepelhette első Premier League-es pályára lépését is, 1995. április 2-án egy Leeds United elleni gól nélküli döntetlen során.
Az 1994–95-ös szezon végén olyan meghatározó és tapasztalt játékosok távoztak a Unitedtől, mint Paul Ince, Mark Hughes vagy Andrei Kanchelskis. Sir Alex Ferguson, a Manchester United menedzsere azonban bizalmat szavazott az utánpótlásnak. Úgy döntött, hogy sztárjátékosok vásárlása helyett a távozókat a United akadémiájának növendékeinek kell pótolniuk. Ezért a döntéséért rengeteg kritikát kapott. A nyomás tovább nőtt rajta, amikor Beckham szépítő góljával ugyan, de a Manchester United egy 3–1-es Aston Villa elleni vereséggel kezdte a szezont. Ám a "Ferguson-fiókák" bizonyítottak, és zsinórban öt mérkőzést nyert a csapat. Beckham ebben a szezonban vált alapemberré a csapatban és Premier League elsőséghez, valamint FA Kupa-győzelemhez segítette a klubját. Beckham gólt szerzett a Chelsea elleni FA-Kupa elődöntőben, valamint a döntőben gólpasszt adott szögletből Éric Cantonának. Annak ellenére, hogy a Manchester Unitedben stabil kezdő volt, az 1996-os angliai labdarúgó-Európa-bajnokságig nem tudta beverekedni magát az angol válogatott keretébe.
Az 1996–97-es szezon kezdetén megkapta a 10-es számú mezt, amit korábban Mark Hughes viselt. A liga első fordulójában látványos gólt szerzett a Wimbledon ellen. 2–0-s United vezetésnél észrevette, hogy a Wimbledon kapusa, Neil Sullivan kint áll a kapuból, ezért a félpályáról átemelte a kapus felett a labdát, ami pontosan a kapuba hullott.
1997. május 18-án Éric Cantona visszavonult az aktív játéktól, és az általa birtokolt hetes számú mez Beckhamé lett. Ezzel olyan legendás játékosok nyomdokaiba léphetett, mint Bryan Robson vagy George Best. Néhány szurkoló szíve szerint inkább visszavonultatta volna a hetes számú mezt Cantona tiszteletére. A United, bár jól kezdte az 1997–98-as idényt, a szezon második felében ingadozó teljesítményt nyújtott, ezért csak a második helyen végzett az Arsenal után.
Az 1998–99-es szezon pályafutásának legsikeresebb időszaka. A "Treble" vagyis a Triplázás éve ez, mely során a United megnyerte a Premier League-et, a Bajnokok Ligáját, valamint az FA-kupát. Ám nem minden alakult úgy a '98-as franciaországi labdarúgó-világbajnokságon, ahogy tervezte. A kiállítása miatt fenyegető üzenetek tömkelegét kapta évekkel az eset után is. Angliában bűnbaknak nevezte ki a sajtó, a nyakába varrta a válogatott kiesését. Ez majdnem ahhoz vezetett, hogy elhagyja a Unitedet és Angliát is.
Azért, hogy a United bebiztosítsa a bajnoki címét, nyerniük kellett a szezon utolsó meccsén a Tottenham Hotspur otthonában. A Spurs hamar megszerezte a vezetést, de Beckham egyenlített és a United végül megnyerte a mérkőzést és ezzel a bajnokságot.
Beckham jobbszélső létére középső-középpályást játszott a Newcastle United elleni győztes FA Kupa-döntőben és az 1999-es UEFA Bajnokok Ligája döntőben is a Bayern München ellen. Ez kényszermegoldás volt, mivel az első számú középső-középpályás, Paul Scholes eltiltása miatt nem szerepelhetett. A rendes játékidőben a Manchester 1–0 arányban vesztésre állt, ám két hosszabbításban szerzett góllal megfordították az eredményt, és 2–1-re győzedelmeskedtek. Mind a két gólpasszt Beckham adta szögletből. Sorsdöntő asszisztjainak, és egész szezonban nyújtott teljesítményének hála második helyen végzett Rivaldo mögött az 1999-es FIFA Év Játékosa szavazásán.
Beckham 1998–99-es szezonban elért sikereinek ellenére továbbra is szálka volt néhány szurkoló és újságíró szemében. Kritizálták amiatt, hogy egy szándékos belépő miatt kiállították a Manchester United Nexaca elleni Klubvilágbajnokság-mérkőzésén. A sajtó azt sugallta, hogy a felesége rossz hatással van rá, és ezért a Manchester United fontolóra veszi az eladását. A United menedzsere, Sir Alex Ferguson nyilvánosan kiállt mellette és végül Beckham a klubnál maradt.
Ez a jó viszony Ferguson és Beckham között romlásnak indult, feltehetően Beckham növekvő hírneve és pályán kívüli kötelezettségei miatt. 2000-ben Beckham engedélyt kapott, hogy kihagyjon egy edzést azért, hogy vigyázhasson Brooklyn nevű fiára annak betegsége miatt. Ferguson dührohamot kapott, amikor meglátott egy képet Victoria Beckhamről, ami egy londoni divatbemutatón készült aznap éjszaka. Azt állította, hogy Beckham részt vehetett volna az edzésen, ha Victoria inkább a gyerekre vigyázott volna… Ferguson ezért a lehető legnagyobb mértékű büntetést rótta ki Beckhamre: két heti bérét vonta meg, körülbelül 50 000 font értékben, és nem nevezte a Leeds United elleni rangadóra. Ferguson életrajzi könyvében ismételten kritizálta Beckhamet ezért a tettéért azt állítva, hogy ez tisztességtelen húzás volt a csapattársaira nézve. Ennek ellenére Beckhamnek jó szezonja volt a Unitednél: rekord eredménnyel nyerték meg a Premier League-et.
A 2002–03-as szezon elején Beckham sérülést szenvedett, és nem tudta visszaverekedni magát a csapatba. Ole Gunnar Solskjær váltotta őt a jobb szélen. A menedzserrel való kapcsolata tovább romlott, amikor 2003. február 15-én az Arsenal elleni vesztes FA Kupa-találkozót követően az öltőzőben a dühös Alex Ferguson fejbe rúgta egy stoplis cipővel, úgy, hogy felrepedt a szemöldöke és össze kellett varrni. Ez az eset olyan találgatásoknak adott alapot, hogy valamelyikőjük távozni fog a klubtól. Fogadásokat lehetett kötni arra, hogy melyikőjük távozik előbb a klubtól, ő vagy Ferguson. Habár a szezont rosszul kezdték, az eredmények decembertől kezdve folyamatosan javultak addig, míg a szezon végén bajnoki címet ünnepelhetett a United. Beckham továbbra is a válogatott kulcsjátékosa volt, és a futballpályán mutatott tevékenysége miatt OBE ranggal tüntették ki 2003. június 13-án.
2002. április 10-én Beckham a Deportivo La Coruña elleni Bajnokok Ligája-összecsapáson a bal lábában lábközépcsont-törést szenvedett. Az angol médiában olyan híresztelések kaptak szárnyra, hogy a sérülést szándékosan okozta az argentin Aldo Duscher, mivel az argentin válogatott egy csoportban volt az angol válogatottal a 2002-es labdarúgó-világbajnokságon. Ez a sérülés lehetetlenné tette Beckham pályára lépését a szezon hátralevő részében, de mégis aláírt egy hároméves szerződést májusban. A szerződést hónapokig tartó tárgyalások előzték meg, mely során Beckham bónusz juttatásokat szeretett volna kicsikarni reklámértéke miatt. Az új szerződése és az egyéb, többnyire reklámszerződései miatt ő vált a világ (abban az időben) legjobban fizetett labdarúgójává.
Beckham 265 alkalommal lépett pályára a Premier League-ben a United színeiben és 61 gólt lőtt. 81 UEFA Bajnokok Ligája fellépésén 15 gólt szerzett. A Manchester United-nél eltöltött 12 éve alatt hat Premier League-elsőséget, két FA Kupa-győzelmet, egy UEFA Bajnokok Ligája trófeát, egy Interkontinentális kupát, valamint egy FA-utánpótlás kupagyőzelmet tudhat magáénak.

### Real Madrid
A Manchester United inkább a Barcelonának szerette volna eladni Beckhamet, de ő mégis a Real Madridhoz írt alá   négyéves szerződést kötött, és 2003. július 1-jén 35 millió euró fejében a Real Madrid játékosa lett.
Ezzel az átigazolással a Real Madrid történetének harmadik angol játékosa lett Laurie Cunningham és Steve McManaman után. Beckham a Manchester Unitedben a 7-es számú mezt viselte, ám a Real Madridban Raúlé volt ez a mez. Raúlnak a szerződésébe van foglalva a 7-es számú mez viselésének a joga. Beckham Michael Jordan NBA-játékos iránti tiszteletből, akinek szintén ez volt a mezszáma, a 23-as számú dresszt választotta.
A Real Madrid a negyedik helyen végzett a bajnokságban és az UEFA Bajnokok Ligájában a negyeddöntőig jutott. Beckham nagyon gyorsan a madridi publikum kedvence lett, az első 16 meccsén 5 gólt szerzett (3 perc se kellett neki, hogy az első spanyol bajnokiján gólt szerezzen). Ám a vezetőség csalódott volt a szezon után, mivel sem a Primera División első helyét, sem a Bajnokok Ligája trófeáját nem sikerült elhódítaniuk.
2004 júliusában, amikor Beckham szezon előtti felkészítő edzésen vett részt Spanyolországban, egy férfi átmászott a házát védő falon egy benzineskannával a kezében. Victoria és a gyerekek otthon voltak, amikor történt az eset, de a biztonságiak megállították a férfit, mielőtt elérhette volna a házat. Beckham ismét a lapok címoldalára került 2004. október 9-én, amikor azt állította, hogy a Wales elleni válogatott mérkőzésen szándékosan szabálytalankodott Ben Thatcher ellen. Szándékosan szedte össze második sárga lapját, hogy biztosan ki kelljen hagynia a következő angol válogatott mérkőzést, mivel második sárga lapja előtt megsérült. Az Angol labdarúgó-szövetség kérdőre vonta tettéért: bevallotta, hogy hibát követett el, és bocsánatot kért. Nem sokkal ezután a Real Madrid Valencia CF elleni mérkőzésén kiállították. Már volt egy sárga lapja, amikor cinikusan megtapsolta a játékvezetőt, aki ezért kiosztotta neki a második sárga lapját. A második sárga lapot és ezzel járó eltiltást két nappal később törölték. A szezon során harmadszorra egy Getafe elleni mérkőzésen lett kiállítva 2005. december 3-án. Ennek ellenére ő adta Primera Divisíonban a legtöbb gólpasszt abban a szezonban.
A Real Madrid a második helyen végzett a Barcelona mögött a 2005–06-os szezonban. Jelentős, 12 pontos hátránnyal és csak a legjobb 16-ba jutottak az UEFA Bajnokok Ligájában, mivel az Arsenal egy góllal ugyan, de kiejtette őket.
A szezon során Beckham futball akadémiákat alapított Los Angelesben és kelet-Londonban.
2007-ben, három év után a Barcelona elleni győzelmeiknek hála ismét bajnok lett a Real Madrid, ezzel Beckham megnyerte az első címét a madridiakkal. Fabio Capello rendszeresen kihagyta őt a kezdőcsapatból, a jobb-szélen José Antonio Reyesnek szavazva bizalmat. Beckham inkább a szezon elején néhány mérkőzésen jutott szóhoz: az első 9 mérkőzésből 7-et elvesztett a Madrid.
2007. január 10-én hosszúra nyúlt tárgyalások után a Real Madrid sportigazgatója, Predrag Mijatović bejelentette, hogy Beckham távozik Bernabéuból a szezon végén. Később Mijatović azt állította, hogy félrefordították a bejelentését, mivel ő azt mondta, hogy Beckham szerződése még nincs megújítva.
2007. január 11-én Beckham bejelentette, hogy aláírt egy  ötéves  szerződést a Los Angeles Galaxyval, melynek értelmében 2007. július 1-jétől az amerikai klub játékosa. 2007. január 13-án Fabio Capello azt nyilatkozta, hogy Beckham az utolsó mérkőzését játszotta a Real Madridban, habár Beckham továbbra is szeretne a csapattal edzeni. Capello visszavonta a döntését és Beckham csatlakozhatott az utazó kerethez a 2007. február 10-i Real Sociedad elleni mérkőzésre, ahol gólt szerzett és a Real is győzött. Utolsó UEFA Bajnokok Ligája fellépésén 2007. március 7-én a Real Madrid kiesett a kupából idegenben rúgott góllal. Beckham összesen 103-szor lépett pályára a legrangosabb európai klubsorozatban, ez akkoriban a harmadik legtöbb pályáralépést jelentette.
2007. június 17-én, a Primera Divisíon utolsó fordulójában Beckham kezdett a Mallorca elleni mérkőzésen. Megsérült és helyét José Antonio Reyes vette át, aki két gólt lőtt ezzel 3–1-es győzelemhez, valamint bajnoki címhez segítve csapatát.
A Real Madrid azonos pontszámmal, de jobb egymás elleni eredménye miatt nyerte meg a Barcelona előtt 2006–07-es pontvadászatot.
Real Madridban töltött karrierjének lezárulása után egy hónappal, a Forbes szerint az angol volt a letéteményese a csapat hatalmas kereskedelmi forgalmának. Ez 600 millió dollárt jelent azon négy év alatt, amíg Beckham a csapat tagja volt.

### Los Angeles Galaxy
2007. január 11-én vált biztossá, hogy Beckham elhagyja a Real Madridot és csatlakozik a Major League Soccerben szereplő Los Angeles Galaxyhoz. Az ezt követő napon a hivatalos sajtótájékoztató egy időben volt tartva a 2007-es MLS SuperDraft-tal, melyen Beckham a következőket mondta a riportereknek:
"Nem azért jövök ide, hogy szupersztár legyek. Azért jövök ide, hogy része legyek a csapatnak, hogy keményen dolgozzak és azért, hogy -remélhetőleg- címeket nyerjek. Azért jövök ide, hogy változtassak. Azért jövök ide, hogy futballozzak… Nem azt mondom, hogy azzal, hogy átjöttem az Államokba a futball lesz a legnépszerűbb sport Amerikában. Ezt nehéz lenne elérni. Baseball, kosárlabda amerikai futball vesz körös-körül. De nem csinálnám ezt, ha nem gondolnám, hogy változtatni tudok."
Beckham Los Angeles Galaxy-val kötött szerződése július 1-jén lépett életbe és július 13-án a Home Depot Center-ben bemutatták, mint a csapat új játékosát. A 23-as számú mezt választotta, csakúgy mint a Real Madridnál. Azt is bejelentették, hogy a csapat mezeladásai, már hivatalos bemutatást megelőzően, rekord magasságokba szöktek több, mint 250 000 eladott darabbal.
2007. július 21-én Beckham debütált a Los Angeles Galaxy színeiben, csereként állt be a 78. percben a Chelsea elleni 1–0-s vereséggel végződő World Series of Soccer mérkőzésen. Két héttel később, 2007. augusztus 9-én Beckham a bajnokságban is bemutatkozott, szintén csereként a D.C. United ellen.
A következő héten visszatért a pályára, ismét a D.C. United ellen a SuperLiga elődöntőjében 2007. augusztus 15-én. Ez a mérkőzésen volt a nagy kezdet számára: elsőként volt kezdő-játékos, első sárga lapját szerezte, első mérkőzése volt csapatkapitányként, első gólját is megszerezte szabadrúgásból, első gólpasszát is adta Landon Donovan-nek a második félidőben. A Los Angeles Galaxy 2–0-ra győzött és bejutott az Észak-Amerikai SuperLiga 2007. augusztus 29-i döntőjébe, ahol a CF Pachuca várt rájuk.
A Pachuca elleni SuperLiga döntő alatt Beckham megsérült a jobb térdére, az MR vizsgálat kimutatta, hogy kificamította a térdét és hat hét szükséges a felépüléséhez. A szezon utolsó hazai meccsén visszatért a pályára. A Los Angeles Galaxy kiesett a rájátszásért folytatott küzdelemből 2007. október 21-én egy Chicago Fire elleni 1–0-s vereséggel, Beckham csereként lépett pályára. A szezon statisztikája: 8 lejátszott meccs (5 a bajnokságban), 1 szerzett gól (0 a bajnokságban), 3 gólpassz (2 a bajnokságban).
2008. január 4-étől három hétig az Arsenal-nál edzett, amíg vissza nem tért a Los Angeles Galaxy szezon előtti felkészítő edzésére.
2008. április 3-án szerezte első bajnoki gólját a Los Angeles Galaxy színeiben a San Jose Earthquakes ellen a 9. percben.
2012 januárjában 2014-ig szóló szerződést írt alá a Los Angeles Galaxy futballcsapatához.

### AC Milan
2008. december 20-án mutatták be a sajtónak Milánóban. Hivatalosan 2009. január 7-én csatlakozik a kerethez, és 2009. március 9-én hagyja el a divatfővárost. Beckham a 32-es mezt kapta. A Milan és Beckham egyaránt arra törekedett, hogy véglegesen is Olaszországba igazolhasson, ám az anyagiak terén nem tudtak megegyezni a klubok. 2009 februárjában a Los Angeles Galaxy és az AC Milan "megosztozott" a játékoson: A megállapodás értelmében Beckham az olasz bajnoki szezon befejeztével, csak július közepén tér vissza az Egyesült Államokba, aki nem tudott részt venni a 2010-es dél-afrikai világbajnokságon, mert a március 14-ei Chievo elleni bajnoki mérkőzésen elszakadt az Achillese.

## Pályafutása válogatott szinten
Beckham első válogatottságát 1996. szeptember 1-jén egy Moldova elleni vb-selejtező mérkőzésen szerezte. Az 1996–97-es szezon során stabil kezdő lett a Manchester United-ben, hozzásegítve csapatát a Premier League megnyeréséhez és játékostársai szavazatai alapján a szezon legjobb fiatal játékosának választották.
Beckham az angol válogatott összes '98-as vb-selejtező mérkőzésén pályára lépett. Tagja volt az angol válogatott '98-as vb keretének is. A válogatott szövetségi kapitánya, Glenn Hoddle nyilvánosan megvádolta azzal, hogy nem koncentrál eléggé a tornára, szavainak nyomatékot adva Beckham nem kezdett a válogatott első két mérkőzésén. A harmadik mérkőzésen Kolumbia ellen már játszott és egy távoli szabadrúgásból, válogatott pályafutása során először, eredményes volt és Anglia 2–0 arányban győzött.
A legjobb 16 között piros lapot kapott Argentína ellen. Miután szabálytalankodott vele szemben Diego Simeone, Beckham visszarúgott és ezért kiállították. Simeone később elismerte, hogy Beckham rúgását szándékosan reagálta túl. Csapattársaival együtt a bíróhoz sietve követelte Beckham kiállítását. A mérkőzés döntetlennel végződött, és a tizenegyes-rúgások után Anglia kiesett.
A szurkolók és az újságírók egyaránt Beckhamet hibáztatták a kiesésért, aki minden kritika és zaklatás célpontjává lett. Az ügy odáig fajult, hogy egy londoni pub nyilvánosan felakasztotta a képmását és a Daily Mirror egyik számában egy Darts-tábla jelent meg Beckham arcképével. Beckham halálos fenyegetéseket is kapott a Vb után.
A Beckham iránti gyűlölet a 2000-es Eb során tetőzött, ahol Anglia 3–2 arányban vereséget szenvedett Portugália ellen. Hiába készített elő két gólt is, meccs közben a szurkolók folyamatos bekiabálásokkal zaklatták. Beckham erre az egyezményes egyujjas kézmozdulattal válaszolt. Néhányan ezért kritizálták, de az újságok többsége, akik a szurkolókat korábban ellene hangolták, megkérték az olvasóikat, hogy ne zaklassák őt tovább.
2000. november 15-én Kevin Keegan szövetségi kapitány lemondását követően a megbízott kapitány, Peter Taylor csapatkapitánnyá léptette elő és ez a kinevezés az új kapitány, Sven-Göran Eriksson alatt is érvényben maradt. Beckham nagyban segített Angliának, hogy kijussanak a 2002-es labdarúgó-világbajnokságra. Münchenben 5–1-es győzelmet arattak Németország fölött. A végső lépés Beckham ördögből szentté avatásában 2001. október 6-án volt esedékes. Anglia Görögországgal játszott és győzniük, vagy legalább döntetlenezniük kellett volna, hogy egyenes ágon kijuthassanak a 2002-es labdarúgó-világbajnokságra. Ennek ellenére, pár perccel a vége előtt még 2–1-re vezettek a görögök. Az egész angol válogatott visszafogottan teljesített, és Beckham-nek kellett feltüzelnie csapattársait. Végig kiválóan játszott, és amikor csapattársát, Teddy Sheringham-et fellökték 7 m-re a tizenhatostól. Anglia szabadrúgáshoz jutott, és jött Beckham valamint vele együtt a védjegyévé vált csavart szabadrúgásgól. Nem sokkal ezután a BBC megválasztotta a 2001-es év sportolójának. A FIFA Év játékosa választásán ismét dobogós helyen végzett, most Luis Figo mögött.
Sérülése miatt veszélyben forgott a 2002-es labdarúgó-világbajnokságon való részvétele, végül felépült ám közel sem volt csúcsformában. Játszott Svédország ellen, a 2002-es vb első meccsén. Győztes gólt szerzett büntetőből Argentína ellen, ami miatt az argentinok nem jutottak tovább a csoportból. Anglia végül a későbbi győztes Brazília ellen esett ki a negyeddöntők során.
Beckham játszott a válogatott összes meccsén a 2004-es Eb-n, de a torna csalódás volt a számára. Két büntetőt is kihagyott: egyet a franciák elleni 2–1-es vereség során, a másikat pedig a Portugália elleni negyeddöntőben, a tizenegyes-párbaj során. Anglia pedig kiesett.
Beckham 2005 januárjában az UNICEF jótékonysági nagykövete lett, valamint megbízták Anglia 2012-es Olimpia-kandidációjának a népszerűsítésével. A 2005. októberi Ausztria elleni mérkőzés történelmi volt Beckham és az angol válogatott szempontjából. Ő lett az első válogatott csapatkapitány, akit kiállítottak, és az első és egyetlen angol válogatott játékos, akit kétszer kiállítottak. Ötvenedik válogatottságát kapitányként egy Argentin válogatott elleni barátságos mérkőzéssel ünnepelte 2005 novemberében.
Anglia első mérkőzését a 2006-os labdarúgó-világbajnokságon június 15-én Paraguay ellen játszotta. A mérkőzést egy Beckham-szabadrúgásból induló paraguayi Carlos Gamarra öngóllal nyerték meg az angolok. Anglia következő mérkőzését június 15-én Trinidad és Tobagóval játszotta. Beckham két gólpasszt adott a mérkőzésen, az elsőt a 83. percben Peter Crouchnak, a másodikat pedig Steven Gerrardnak. A mérkőzést 2–0-ra nyerték az angolok. A 2006-os vb szponzora, a Budweiser Beckhamet választotta a mérkőzés legjobbjának.
Anglia a legjobb 32 között Ecuadort búcsúztatta 1–0-val és Beckham szerezte a mérkőzés egyetlen gólját, szabadrúgásból. Ezzel ő lett az első angol játékos, aki három világbajnokságon is gólt szerzett. A mérkőzés előtt nagyon rosszul volt, úgy megbetegedett és kiszáradt a győzelem után, hogy utána az öltőzőben többször is hányt.
A negyeddöntőben Anglia Portugália ellen lépett pályára. Beckham röviddel az első félidő után sérülést szenvedett és le kellett cserélni. Anglia rendes játékidő utáni 0–0-eredménnyel hosszabbítás után, tizenegyesekkel 3–1-re elveszítette a mérkőzést. Beckham-et láthatólag megrázta az, hogy le kellett cserélni sérülése miatt és könnyekben tört ki.
Anglia kiesése utáni sajtókonferencián Beckham érzelmes nyilatkozatot tett, melyben azt mondta, hogy lemond a csapatkapitányi karszalagról: "Megtiszteltetés volt a válogatott csapatkapitányának lenni, 95 válogatott mérkőzésből 58-on, de úgy érzem itt az ideje lemondani a kapitányságról, mivel egy új érába lépünk Steve McClaren irányítása alatt." A válogatott karszalag új viselője a Chelsea csapatkapitánya, John Terry lett.
Miután Beckham lemondott a csapatkapitányi karszalagról, a 2006-os labdarúgó-világbajnokság után az új szövetségi kapitány, Steve McClaren nem tartott igényt szolgálataira a válogatottban. McClaren azt nyilatkozta, hogy Beckham a jövőben újra válogatott lehet. Úgy vélte, Shaun Wright-Phillips, Kieran Richardson, Aaron Lennon mind alternatívája lehet Beckhamnek a jövőben, sőt még Steven Gerrard jobbszélen történő alkalmazását is felvetette.
2007. május 26-án Steve McClaren bejelentette, hogy kapitánysága alatt először behívja Beckhamet a válogatottba. Anglia Brazília elleni mérkőzésén, mely az új Wembley Stadion nyitómérkőzése is volt egyben, a kezdőcsapatba nevezte. Ezt jó teljesítménnyel hálálta meg Beckham, és a második félidőben előkészítette az új csapatkapitány, John Terry gólját. Úgy tűnt, Anglia megnyerheti a mérkőzést, ám az újonc Diego az utolsó pillanatokban kiegyenlítette a mérkőzést. Anglia következő mérkőzése egy 2008-as Eb selejtező volt Észtország ellen, melyen Beckham gólpasszt adott Michael Owen-nek és Peter Crouch-nak 3–0-s győzelemhez segítve csapatát.
Anglia két mérkőzésen szerzett négy góljából háromnál a gólpasszt Beckham adta és nyilatkozata szerint tovább szeretne játszani a nemzeti csapatban a MLS-be szerződése után is.
2007. augusztus 22-én Anglia Németország ellen játszott barátságos mérkőzést, és Beckham lett az első angol válogatott játékos, aki nem európai csapat tagjaként az angol válogatottban pályára léphetett. 2007. november 21-én Horvátország ellen elérte 99. válogatottságát, előkészítő szerepet vállalt Peter Crouch góljánál, mely 2–2-es döntetlenhez segítette az angolokat. Anglia következő mérkőzését 3–2-re elvesztette, így nem a válogatott jutott be az Eb-re. Ennek ellenére Beckham azt nyilatkozta, hogy nem mondja le a válogatottságot. Miután az új angol szövetségi kapitány, Fabio Capello kihagyta őt a Svájc elleni barátságos mérkőzésre készülő keretből, melyen megszerezhette volna 100. válogatottságát, Beckham bevallotta, hogy nem volt formában akkoriban mivel három hónapja nem játszott tétmérkőzésen. 2008. március 20-án ismét behívták a válogatotthoz a 2008. március 26-án esedékes Franciaország elleni barátságos mérkőzésre. Beckham ezzel az ötödik angol labdarúgó lett, aki elérte a 100. válogatottságot. 2008. március 25-i nyilatkozatában Fabio Capello utalást tett arra, hogy Beckhamre számít a válogatottban az elkövetkezendő 2010-es labdarúgó-világbajnokság selejtezői során. 2008. május 11-én Fabio Capello nevezte Beckhamet 31 fős keretébe, mely május 28-án a Wembleyben az Egyesült Államok, majd június 1-jén idegenben Trinidad és Tobago ellen lépett pályára.

## Fegyelmezettsége
Korábbi edzője, Sir Alex Ferguson mondta róla, hogy az edzéseken tanúsított fegyelmezett és precíz munkája példaértékű volt játékostársai előtt. Ezt a precíz edzésmunkát a Real Madridnál is folytatta, még azután is, hogy 2007 elején megromlott a viszonya az edzői stábbal. A rossz viszony ellenére a Real Madrid elnöke, Ramon Calderón és menedzsere, Fabio Capello egyaránt dicsérte a sajtónak Beckhamet, hogy profiként viselkedik és elkötelezett a klubhoz.
Beckham lett az első angol válogatott játékos akit kétszer is piros lappal leküldtek a pályáról, valamint az angol válogatott első csapatkapitánya akit kiállítottak. Beckham leghírhedtebb kiállítása az 1998-as labdarúgó-világbajnokságon történt, Argentína ellen. Miután Diego Simeone szabálytalankodott vele szemben, Beckham visszarúgott és az argentin látványosan elesett. Anglia a tizenegyes párbaj során búcsúzott a tornától.
Négy évig volt a Real Madrid tagja, ez alatt 41 sárga és 4 piros lapot kapott.
A válogatottban viszont számos alkalommal segített visszafogni Wayne Rooney-t, ezzel megmentve őt több sárga laptól és kiállítástól.

## Magánélete
1997 derekán kezdett randizni Victoria Adamsszel, a Spice Girls akkori nagy sikerű lányformáció egyik oszlopos tagjával, miután "Posh Spice" a helyszínen tekintette meg a Manchester United egyik mérkőzését. Kapcsolatuk a kezdetektől fogva hatalmas média érdeklődés mellett tartott. A média "Posh és Becks"-nek nevezte a párt. Beckham Victoria kezét 1998. január 24-én kérte meg egy angliai étteremben, Cheshuntban.
A Luttrellstown kastélyban, Írországban esküdtek meg 1999. július 4-én, és a feleség felvette Beckham nevét, és ezentúl Victoria Beckham lett. Az esküvőn Beckham akkori csapattársa, Gary Neville volt a tanúja, a négy hónapos kis Brooklyn pedig a gyűrűhordozó. A média jelenléte nélkül zajlott az esküvő, mivel az Beckham-családnak külön megállapodása volt az OK! Magazinnal, de az újságok ennek ellenére lehoztak képeket róluk, miközben arany trónokon ülnek. 437 alkalmazott dolgozott az esküvői utáni fogadáson, mely körülbelül 500 000 fontba került.
1999-ben a Beckham-család 7,5 millió font értékben megvette az azóta már csak Beckhingam palotának nevezett házát London közelében. Davidnek és Victoriának három fiú- és egy lánygyermeke született: Brooklyn Joseph Beckham (1999. március 4.), Romeo James Beckham (2002. szeptember 1.), Cruz David Beckham (2005. február 20.) és Harper Seven Beckham (2011. július 10.). A népszerű tévhit ellenére Cruz nem a család híres barátja, Tom Cruise után kapta a nevét, hanem a spanyol kereszt szóról. Brooklyn és Romeo keresztapja Elton John és keresztanyjuk pedig Elizabeth Hurley.
2007 áprilisában a család megvette az új olasz-stílusú otthonát Beverly Hills-ben, Kaliforniában, készülve Beckham Los Angeles Galaxyba történő átigazolására. A panorámás, városra néző kúria 22 millió dollárba került és olyan híres szomszédságuk lett, mint a Tom Cruise és Katie Holmes színészházaspár, valamint a talk-show sztár Jay Leno. Nem rég Victoria Beckham egy állami tv-csatornának felfedte, hogy Beckham beceneve otthon "Golden Balls". Beckham 2008 márciusában a 60 Minutes hírműsorban azt mondta, hogy "Jobb, ha nem tudjátok honnan kaptam a nevet…" Victoria azt nyilatkozta, hogy férje az ő alsóneműit viseli, amikor otthon van, amikor Beckhamtől erre rákérdeztek a 60 Minutesben, tagadta a "vádakat".
2004 áprilisában a News of the World című brit bulvár magazin azt állította, hogy Beckham és korábbi személyi asszisztense, Rebecca Loos, Beckham házassága ellenére, viszonyt folytatott egymással. Egy héttel később, a maláj származású ausztrál modell állította azt, hogy kétszer is félrelépett Beckhammel. Beckham mindkét vádat nevetségesnek nevezte.

## Pályán kívüli hírnevéről
Beckham hírneve már túllépett a futballpálya keretein, a világ nagy részében a neve összefonodott olyan multinacionális nagyvállalatokkal, mint a Pepsi-Cola, Motorola, Vodafone vagy az IBM. Beckham kapcsolata és házassága Victoriával, aki korábban Posh Spice-ként a népszerű Spice Girls lánycsapat tagja volt, közrejátszott David népszerűségének növekedésének a futballon túl.
Beckham neve márkanév lett, és Victoriával együtt a pár olyan véleményalkotó erővé vált, mint ami korábban csak ruhatervezők, életmód- és fitneszspecialisták, divatmagazinok, parfüm- és kozmetikumgyártók, fodrászok és wellness cégek kiváltsága volt. Legújabb példa erre a Beckham nevével fémjelzett David Beckham Fragrances kozmetikumcsalád.
2002-ben a metroszexuális kifejezés megalkotója Beckhamet tekintette kifejezése legtökéletesebb példájának, és az újságok azóta gyakran hivatkoznak rá így.
2007-ben a Beckham-család 13.7 millió dollárért indította el kozmetikum-családját az Amerikai Egyesült Államokban. Legújabb terméküket 2008 nyarán mutatták be. A divatvilágban Beckham már korábban is jelen volt, számtalan magazin címlapján jelent már meg.
A Google keresőjében az ő nevére kerestek rá a legtöbbször sport témakörben 2003-ban és 2004-ben egyaránt.
2007. július 22-én egy hatalmas, a Los Angeles-i kortárs művészetek múzeumában tartott zártkörű partin köszöntötték a párt olyan hírességek, mint Steven Spielberg, Jim Carrey, George Clooney, Tom Cruise, Katie Holmes, Will Smith, Jada Pinkett Smith és Oprah Winfrey.
UNICEF jószolgálati nagykövetként támogatja a gyermekvédelmi szervezet AIDS ellenes munkáját. Ugyancsak az UNICEF-fel rövid filmet forgatott a nemzetközi gyermekkereskedelem ellen. 2008-ban Sierra Leonéba látogatott, hogy felhívja a figyelmet az ottani gyermekek rossz egészségi állapotára és a katasztrofálisan magas gyermekhalandóságra.

## Könyvekben
Beckham egy mondat erejéig szerepelt a Hamish és a Rémdermesztõk címü könyvben.

## Statisztikái

### Klub
| Klub                           | Szezon                     | Liga                       | Liga            | Liga  | Kupa            | Kupa  | Ligakupa        | Ligakupa | Nemzetközi      | Nemzetközi | Egyéb           | Egyéb | Összesen        | Összesen |
| Klub                           | Szezon                     | Bajnokság                  | Pályára lépések | Gólok | Pályára lépések | Gólok | Pályára lépések | Gólok    | Pályára lépések | Gólok      | Pályára lépések | Gólok | Pályára lépések | Gólok    |
| ------------------------------ | -------------------------- | -------------------------- | --------------- | ----- | --------------- | ----- | --------------- | -------- | --------------- | ---------- | --------------- | ----- | --------------- | -------- |
| Manchester United              | 1992–1993                  | Premier League             | 0               | 0     | 0               | 0     | 1               | 0        | 0               | 0          | 0               | 0     | 1               | 0        |
| Manchester United              | 1993–1994                  | Premier League             | 0               | 0     | 0               | 0     | 0               | 0        | 0               | 0          | 0               | 0     | 0               | 0        |
| Preston North End (kölcsönben) | 1994–1995                  | Third Division             | 5               | 2     | 0               | 0     | 0               | 0        | –               | –          | 0               | 0     | 5               | 2        |
| Manchester United              | 1994–1995                  | Premier League             | 4               | 0     | 2               | 0     | 3               | 0        | 1               | 1          | 0               | 0     | 10              | 1        |
| Manchester United              | 1995–1996                  | Premier League             | 33              | 7     | 3               | 1     | 2               | 0        | 2               | 0          | 0               | 0     | 40              | 8        |
| Manchester United              | 1996–1997                  | Premier League             | 36              | 8     | 2               | 1     | 0               | 0        | 10              | 2          | 1               | 1     | 49              | 12       |
| Manchester United              | 1997–1998                  | Premier League             | 37              | 9     | 4               | 2     | 0               | 0        | 8               | 0          | 1               | 0     | 50              | 11       |
| Manchester United              | 1998–1999                  | Premier League             | 34              | 6     | 7               | 1     | 1               | 0        | 12              | 2          | 1               | 0     | 55              | 9        |
| Manchester United              | 1999–2000                  | Premier League             | 31              | 6     | –               | –     | 0               | 0        | 12              | 2          | 5               | 0     | 48              | 8        |
| Manchester United              | 2000–2001                  | Premier League             | 31              | 9     | 2               | 0     | 0               | 0        | 12              | 0          | 1               | 0     | 46              | 9        |
| Manchester United              | 2001–02                    | Premier League             | 28              | 11    | 1               | 0     | 0               | 0        | 13              | 5          | 1               | 0     | 43              | 16       |
| Manchester United              | 2002–2003                  | Premier League             | 31              | 6     | 3               | 1     | 5               | 1        | 13              | 3          | 0               | 0     | 52              | 11       |
| Manchester United              | Manchester United összesen | Manchester United összesen | 265             | 62    | 24              | 6     | 12              | 1        | 83              | 15         | 10              | 1     | 394             | 85       |
| Real Madrid                    | 2003–2004                  | La Liga                    | 32              | 3     | 4               | 2     | –               | –        | 7               | 1          | 2               | 1     | 45              | 7        |
| Real Madrid                    | 2004–2005                  | La Liga                    | 30              | 4     | 0               | 0     | –               | –        | 8               | 0          | 0               | 0     | 38              | 4        |
| Real Madrid                    | 2005–2006                  | La Liga                    | 31              | 3     | 3               | 1     | –               | –        | 7               | 1          | 0               | 0     | 41              | 5        |
| Real Madrid                    | 2006–2007                  | La Liga                    | 23              | 3     | 2               | 1     | –               | –        | 6               | 0          | 0               | 0     | 31              | 4        |
| Real Madrid                    | Real Madrid összesen       | Real Madrid összesen       | 116             | 13    | 9               | 4     | –               | –        | 28              | 2          | 2               | 1     | 155             | 20       |
| LA Galaxy                      | 2007                       | MLS                        | 5               | 0     | 0               | 0     | –               | –        | –               | –          | 2               | 1     | 7               | 1        |
| LA Galaxy                      | 2008                       | MLS                        | 25              | 5     | 0               | 0     | –               | –        | –               | –          | 0               | 0     | 25              | 5        |
| Milan (kölcsönben)             | 2008–2009                  | Serie A                    | 18              | 2     | 0               | 0     | –               | –        | 2               | 0          | 0               | 0     | 20              | 2        |
| LA Galaxy                      | 2009                       | MLS                        | 11              | 2     | 0               | 0     | –               | –        | –               | –          | 4               | 0     | 15              | 2        |
| Milan (kölcsönben)             | 2009–2010                  | Serie A                    | 11              | 0     | 0               | 0     | –               | –        | 2               | 0          | 0               | 0     | 13              | 0        |
| Milan (kölcsönben)             | Milan összesen             | Milan összesen             | 29              | 2     | 0               | 0     | –               | –        | 4               | 0          | 0               | 0     | 33              | 2        |
| LA Galaxy                      | 2010                       | MLS                        | 7               | 2     | 0               | 0     | –               | –        | –               | –          | 3               | 0     | 10              | 2        |
| LA Galaxy                      | 2011                       | MLS                        | 26              | 2     | 0               | 0     | –               | –        | –               | –          | 4               | 0     | 30              | 2        |
| LA Galaxy                      | 2012                       | MLS                        | 24              | 7     | 0               | 0     | –               | –        | 1               | 1          | 6               | 0     | 31              | 8        |
| LA Galaxy                      | LA Galaxy összesen         | LA Galaxy összesen         | 98              | 18    | 0               | 0     | –               | –        | 1               | 1          | 19              | 1     | 118             | 20       |
| Paris Saint-Germain            | 2012–13                    | Ligue 1                    | 10              | 0     | 2               | 0     | –               | –        | 2               | 0          | 0               | 0     | 14              | 0        |
| Karrier összesen               | Karrier összesen           | Karrier összesen           | 523             | 97    | 35              | 10    | 12              | 1        | 118             | 18         | 31              | 3     | 719             | 129      |

### A válogatottban
| Anglia   | Anglia          | Anglia |
| Évek     | Pályára lépések | Gólok  |
| -------- | --------------- | ------ |
| 1996     | 3               | 0      |
| 1997     | 9               | 0      |
| 1998     | 8               | 1      |
| 1999     | 7               | 0      |
| 2000     | 10              | 0      |
| 2001     | 10              | 5      |
| 2002     | 9               | 3      |
| 2003     | 9               | 4      |
| 2004     | 12              | 2      |
| 2005     | 9               | 1      |
| 2006     | 8               | 1      |
| 2007     | 5               | 0      |
| 2008     | 8               | 0      |
| 2009     | 8               | 0      |
| összesen | 115             | 17     |

## Kötetei magyarul
- Focisuli; ford. Csatári Ferenc; Partvonal, Bp., 2008
- Futball, család, hírnév; közrem. Tom Watt, ford. Odze György, Dénes Tamás; Saxum, Bp., 2003
- Futball, család, hírnév; közrem. Tom Watt, ford. Odze György, Dénes Tamás; bőv. kiad.; Saxum, Bp., 2005